# NGC 6031
NGC 6031 في الفهرس العام الجديد، هو عنقود نجمي، يقع في كوكبة مسطرة النقاش. اكتشف في 28 يوليو 1826 . بواسطة جيمس دنلوب .

## روابط خارجية
- NGC 6031 على موقع ويكي سكاي: DSS2, SDSS, GALEX, IRAS, Hydrogen α, X-Ray, Astrophoto, Sky Map, Articles and images